# Meteorium nigrescens
Meteorium nigrescens är en bladmossart som beskrevs av Frans François Dozy och Molkenboer 1846. Meteorium nigrescens ingår i släktet Meteorium och familjen Meteoriaceae. Inga underarter finns listade i Catalogue of Life.